# Turzyca zgrzebłowata
Turzyca zgrzebłowata (Carex strigosa Huds.) – gatunek byliny z rodziny ciborowatych. 

## Rozmieszczenie geograficzne
Zasięg tego gatunku obejmuje południową, środkową i zachodnią Europę oraz rejon Kaukazu. W Polsce znany był długo tylko ze stanowisk w Puszczy Bukowej pod Szczecinem oraz ze Śląska. Od końca XX wieku turzyca ta znaleziona została na kolejnych stanowiskach w obrębie Pogórza Karpackiego, w Beskidach oraz w Górach Świętokrzyskich. Po 1990 r. znaleziono następne stanowiska na Pogórzu Śląskim, Strzyżowskim, Wielickim, w Beskidzie Sądeckim, Beskidzie Niskim i Kotlinie Jasielsko-Krośnieńskiej.

## Morfologia

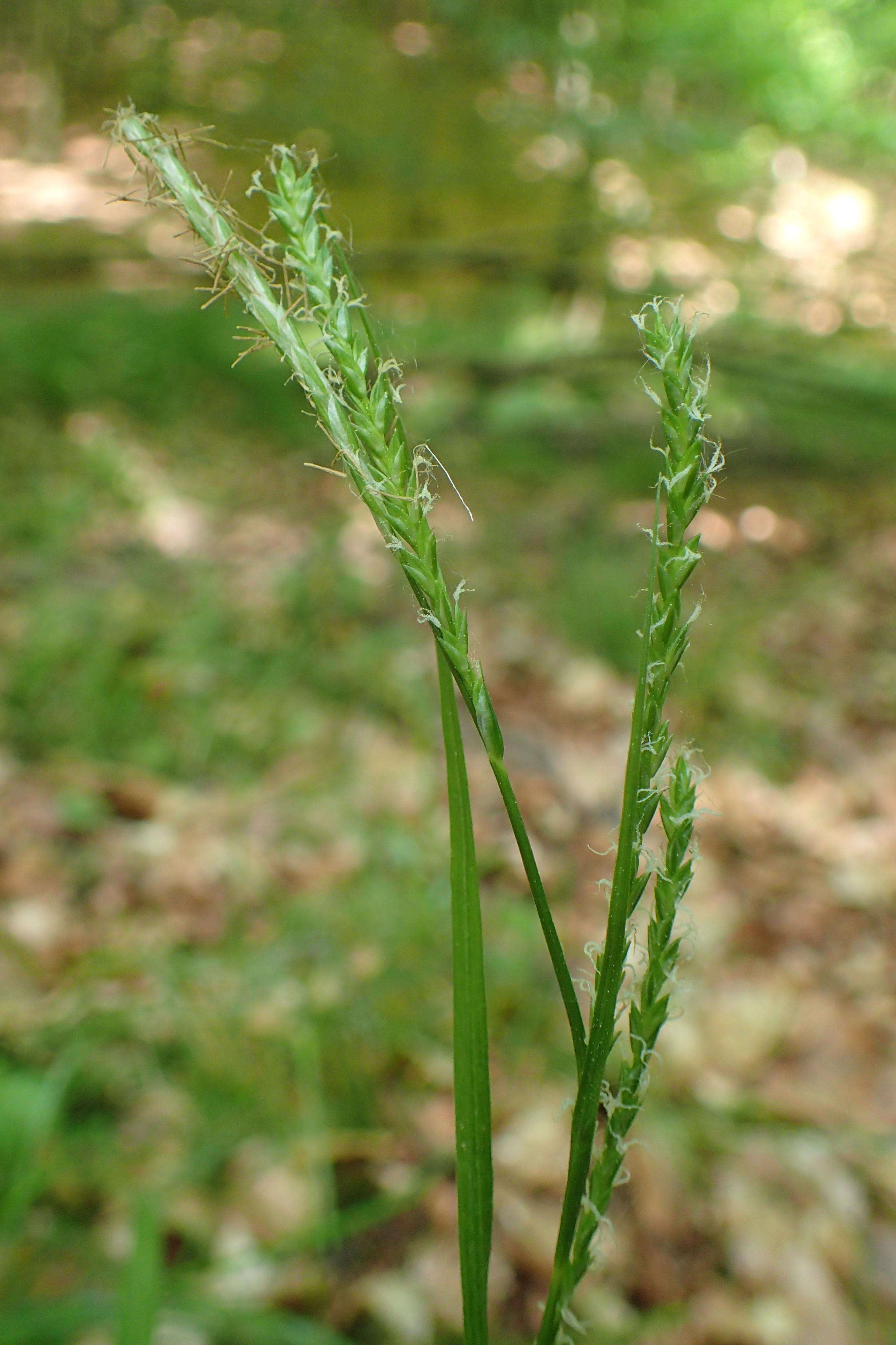
Kłosy w czasie kwitnienia

PokrójRoślina trwała, wysokości 40–100 cm, kępkowa, z krótkimi rozłogami.
LiściePochwy liściowe jasnobrunatne, bez poprzecznych nerwów. Blaszki liściowe szerokie, nawet ponad 1 cm.
KwiatyKwiatostany męskie na szczycie łodygi. Kłosy żeńskie na krótkich szypułkach, rzadkokwiatowe, w liczbie 3–5, wzniesione, lub słabo zwisłe, równowąskie, o długości 3–7 cm. Przysadki kwiatów żeńskich jajowatolancetowate, zaostrzone, zielonawe.
OwoceOrzeszek w pęcherzyku o długości ok. 3 mm, z nagim, wyraźnie unerwionym i uciętym dzióbkiem na szczycie.

## Biologia i ekologia
Bylina, hemikryptofit. Rośnie w wilgotnych lasach liściastych. W fitosocjologii gatunek charakterystyczny dla łęgów ze związku Alno-Ulmion, gatunek wyróżniający dla łęgów jesionowych Carici remotae-Fraxinetum. Kwitnie od kwietnia do czerwca. Liczba chromosomów 2n=66.

## Zagrożenia i ochrona
Gatunek umieszczony na Czerwonej liście roślin i grzybów Polski (2006) w kategorii V (narażony). W wydaniu z 2016 roku otrzymał kategorię NT (bliski zagrożenia). Znajduje się także w Polskiej czerwonej księdze roślin (2001) w kategorii LR (niższego ryzyka); w wydaniu z 2014 roku otrzymał kategorię NT (bliski zagrożenia).
Gatunek zagrożony jest przez osuszanie siedlisk i regulację cieków wodnych.